# Nelson Loyola
Nelson Loyola Torriente (?, 1968. augusztus 3. –) világbajnok, olimpiai bronzérmes kubai párbajtőrvívó, Wilfredo Loyola pánamerikaijátékok-győztes, világbajnoki bronzérmes párbajtőrvívó öccse.